# 西陣八千代館
西陣八千代館（にしじんやちよかん）は、かつて存在した日本の映画館である。1908年（明治41年）12月、京都府京都市上京区の千本通五辻上ルに松竹が芝居小屋國華座（こっかざ、新漢字表記国華座）として開館、1909年（明治42年）5月に移転、再開業した。1911年（明治44年）5月、吉沢商店に賃貸し第二八千代館と改称、1926年（大正15年）には西陣八千代館と改称した。

## 沿革
- 1908年12月 - 千本通五辻上ルに國華座として開館[3][6]
- 1909年5月 - 千本通今出川下ルに移転・落成[1]
- 1911年5月 - 吉沢商店に賃貸し第二八千代館と改称[1][3][8]
- 1912年9月10日 - 吉沢商店が合併し日活を形成、ひきつづき日活が賃借する
- 1915年 - 日活から松竹へ返還[7]
- 1926年 - 西陣八千代館と改称[9][10]
- 1930年 - 閉館、跡地に丹神百貨店が新築・開業[1][11]
  - 1940年代 - 跡地に西陣警察署[1]
  - 1966年 - 跡地に京都銀行西陣支店[1]

## データ
- 所在地 : 京都府京都市上京区千本通今出川下ル西側 南辻町365番地[12]
  - 現在の京都銀行西陣支店の位置、「千本通元誓願寺上ル」とも[12]。

北緯35度1分45.54秒 東経135度44分32.2秒 / 北緯35.0293167度 東経135.742278度
- 経営 : 
  1. 松竹合名 （1908年[3] - 1911年[1]）
  2. 吉沢商店 （1911年[1] - 1912年）
  3. 日活（1912年 - 1915年[7]）
  4. 松竹合名 （1915年[7] - 1926年）
  5. 一立商店 （1926年[9][10] - 1929年[10]）
  6. 中島由之助 （1929年 - 1930年[5]）
- 構造 : 木造二階建
- 観客定員数 : 896名（1926年[9]・1929年[10]・1930年[5]）

## 概要
『京都府百年の年表 9 芸能編』によれば、1908年（明治41年）12月、京都府京都市上京区千本通五辻上ルに松竹が芝居小屋國華座として開館した、とされる。同年同月30日付の『京都日出新聞』の記事には、同年末段階ではまだ工事中であり、年明けに落成後は興行の準備に入り、落成式は翌年2月に行う旨、報じられている。同館の舞台開きには、六代目嵐三五郎の一座を招聘したという。東京・浅草にも同名の劇場が存在したが、これはのちの駒形劇場である。1909年（明治42年）5月9日付の『大阪朝日新聞京都附録』によれば、同日から5日間、「八千代写真会」の活動写真（サイレント映画）の興行が行われている。
同年6月2日付の『大阪朝日新聞京都附録』によれば、同年5月31日に「西陣千本に今回新築したる」同館を落成、四代目市川市十郎の一座で開場した。これは千本通今出川下ルに移転後の新築である。わずか数か月での移転の経緯は不明である。同年同月27日付の『京都日出新聞』の記事によれば、吉沢商店の活動写真の興行が同日から行われた。作品は『不如帰』『血の涙』等であった。当時、松竹はまだ映画製作を行っておらず、同館の経営は松竹であるが、作品は吉沢商会のものをその後も上映した。1911年（明治44年）5月には、改築を行って第二八千代館と改称、吉沢商店に賃貸して活動写真常設館（映画館）に業態を変更した。
1912年（明治45年）1月10日付の『京都日出新聞』の記事によれば、当時の京都市内の劇場・寄席は57館とし、警察署の管轄ごとに発表しており、同館は上長者町警察署（のちの西陣警察署、現在の上京警察署）管轄であり、「活動写真」に分類されていた。同署管轄ではほかに、西陣座（のちの富貴映画劇場、浮れ節）、岩神座（新派演劇）、広沢席（浮れ節）、千本座（旧派演劇）、西陣電気館（活動写真）、長久亭（のちの西陣長久座、落語）、寿座（旧派演劇）、京極座（のちの西陣東映劇場、新派演劇）、福廼家（のちの西陣大映、浮れ節）等が挙がっている。同年1月13日付の同紙の記事によれば、当時の京都市は「劇場」「興行場」「寄席」の3つに分類・等級分けして納税額を決めており、同館は「劇場」に分類され、千本座とともに「二等」とされて、1坪あたりの年額6円50銭（当時）の税金を課せられた。西陣電気館が「寄席」の「三等」、西陣座・長久亭が「寄席」の「五等」、福廼家が「寄席」の「六等」、京極座は「劇場」の「三等」に分類されていた。 同年（大正元年）9月10日、吉沢商店が他の3社と合併し日活を形成、その後は日活が引き続き賃借していたが、1915年（大正4年）、同様に日活が松竹から賃借していた京都歌舞伎座（のちのSY松竹京映、新京極四条上ル）、みかど館（のちの菊水映画劇場、新京極蛸薬師北入ル）、第一八千代館（のちの京都八千代館、第二新京極）とともに、松竹へ返還された。返還後の同館は、天然色活動写真（天活）の作品を興行した。
1920年（大正9年）には松竹キネマが発足し、同館でも松竹キネマの作品が上映されるようになった。1925年（大正14年）当時の西陣地区の映画館は、同館のほか、日活直営の千本座、東亜キネマの作品を興行するマキノ倶楽部および西陣帝国館（のちの大宮東宝映画劇場）、帝国キネマ演芸の作品を興行する大黒館（のちの西陣キネマ）の合計5館が存在した。1926年（大正15年）には、西陣八千代館と改称しており、経営も松竹から立花良介の一立商店に移っている。当時の同館の配給系統は、松竹キネマのほか、立花が専務取締役を務めていた帝国キネマ演芸の作品も扱っており、支配人は矢野敬三郎、観客定員数は896名であった。
1930年（昭和5年）に発行された『日本映画事業総覧 昭和五年版』によれば、前年に発行された『日本映画事業総覧 昭和三・四年版』とは異なり、館名が第二八千代館に戻り、興行系統は松竹キネマ、経営者も中島由之助の個人経営であるとされている。同年には、同地に鉄骨造四階建の丹神百貨店が新築・開業しており、それ以前の時点で同館は閉館した。
丹神百貨店は、寺町錦から移転してきたものであり、移転元は丹神マートとして営業された。同百貨店は、1940年代には消滅しており、同建物に西陣警察署が入居した。同署は、1966年（昭和41年）には現在地（御前通今小路下ル馬喰町692番地1号）に移転しており、同署は中立売警察署と統合したものが、現在の上京警察署である。跡地には、現在の京都銀行西陣支店の建物が建てられた。